# Chacras de Dolores
Chacras de Dolores és un poble de l'Uruguai situat a l'oest del departament de Soriano, a pocs quilòmetres de la ciutat de Dolores, de la qual és la seva zona rural. El poble es troba sobre la vora del riu San Salvador. Segons les dades del cens de 2004, Chacras de Dolores tenia 3.251 habitants (1.681 homes i 1.570 dones).
El cens també va determinar que el poble té 849 habitatges, i que entre les principals activitats dels seus habitants estan la salut pública, els serveis socials, el comerç, la indústria gràfica i l'agropecuària, entre d'altres.